# Luís Paulo da Silva
Luís Paulo da Silva (født 4. december 1989) er en brasiliansk fodboldspiller, som spiller for den japanske fodboldklub Albirex Niigata.